# São Luíz do Norte
São Luíz do Norte è un comune del Brasile nello Stato del Goiás, parte della mesoregione del Centro Goiano e della microregione di Ceres.